# François Amable Ruffin

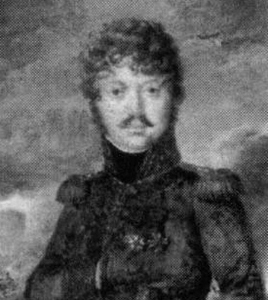
François Amable Ruffin

François Amable Ruffin, född 31 augusti 1771, död 15 maj 1811, var en fransk general (général de division) i Napoleons första franska kejsardöme. Han skadades svårt när han ledde sina trupper mot britterna i slaget vid Barrosa i Spanien i mars 1811.

## Biografi
Efter att ha varit kapten för ett kompani volontärer från Bolbec utnämndes han till befälhavare för Seine-Inférieures 7:e bataljon den 20 september 1792. Han stred i den franska revolutionen och deltog därefter i det första franska kejsardömets krig. Han stred i slaget vid Austerlitz 1805 och slaget vid Heilsberg 1807. För sina insatser i slaget vid Friedland 1807 tilldelades han titeln comte de l'Empire (greve) och befordrades till général de division samt tog befälet över marskalk Claude-Victor Perrins I. armékår.
Ruffin anslöt sig till spanska självständighetskriget och ledde I. kåren in i Spanien i september 1808. Han stred i slagen vid Somosierra, Ucles, Medellín och Talavera, innan han ledde en av Perrins divisioner i slaget vid Barrosa den 5 mars 1811. Under slaget om Barrosaåsen sköts Ruffin i halsen, vilket gjorde att han blev förlamad. Han tillfångatogs av den brittiska armén och avtransporterades till England. Även om han tycktes återhämtat sig från skadan, försämrades hans tillstånd under resan och han dog ombord på fartyget Gorgon den 15 maj.
Ruffin begravdes med militära hedersbetygelser i Portsmouth, och RUFFIN är ett av namnen ingraverade på Triumfbågen i Paris.